# La Rousse (Monaco)
La Rousse (monegassisch A Russa) ist ein Stadtbezirk (französisch quartier) im Fürstentum Monaco an der Côte d’Azur. Der Stadtbezirk hat eine Fläche von 0,18 Quadratkilometern (17,69 Hektar). Er grenzt an die monegassischen Stadtbezirke Larvotto und Monte-Carlo sowie an die französischen Gemeinden Beausoleil und Roquebrune-Cap-Martin.